# Clinopodium canescens
Clinopodium canescens — вид квіткових рослин з родини глухокропивових (Lamiaceae).

## Поширення
Ендемік Сицилії.

## Синоніми
- Calamintha canescens J.Presl
- Calamintha glandulosa var. canescens (J.Presl) Šilic
- Calamintha nepeta var. canescens (J.Presl) Nyman
- Clinopodium raimondoi Spadaro, Faqi & Mazzola